# Leucosphaera
Leucosphaera é um género botânico pertencente à família Amaranthaceae.

## Espécies
- Leucosphaera bainesii
- Leucosphaera pfeilii